# Новая (Ивановский район)
 Новая — деревня в Ивановском районе Ивановской области. Входит в состав Богданихского сельского поселения.

## География
Находится в центральной части Ивановской области на расстоянии приблизительно 20 км на восток-юго-восток по прямой от вокзала станции Иваново.

## История
В 1859 году здесь (тогда деревня Шуйского уезда Владимирской губернии) было учтено 19 дворов, в 1902 — 14.

## Население
Постоянное население составляло 96 человек (1859 год), 62 (1902), 6 в 2002 году (русские 83 %), 2 в 2010.